# Zéralda
Zéralda è un comune dell'Algeria, situato nella provincia di Algeri.

## Economia
A Zeralda è particolarmente sviluppata l'attività turistica, grazie alle sue lunghe spiagge sabbiose.

## Infrastrutture e trasporti

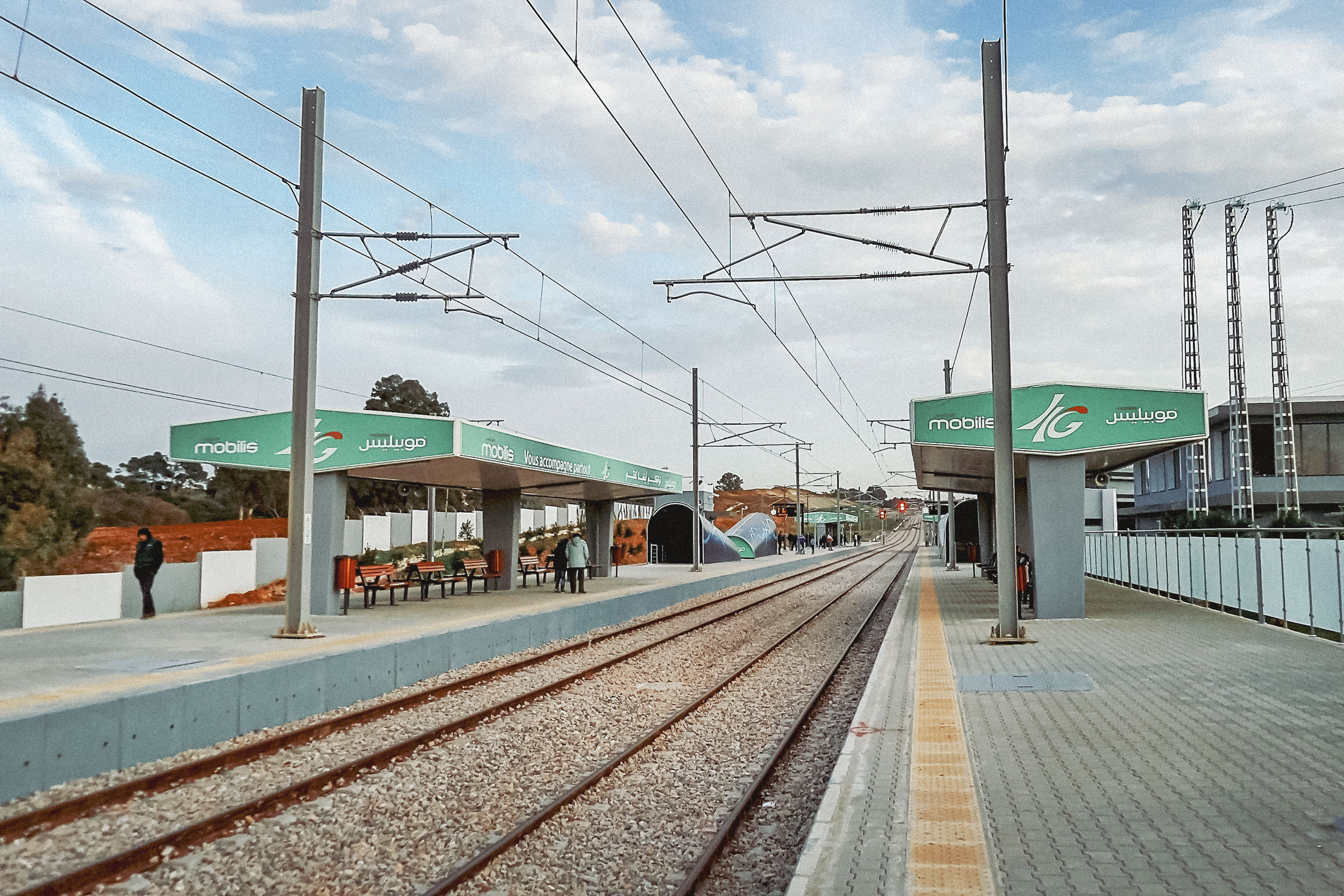
L stazione ferroviaria

Zéralda è servita da una stazione ferroviaria inaugurata nel novembre del 2016, posta sulla tratta ferroviaria Birtouta - Zéralda.
Nel territorio di Zéralda è presente un impianto di dissalazione dell'acqua marina, capace di produrre 10.000 metri cubi di acqua potabile al giorno.